# Alfred Edward Chalon

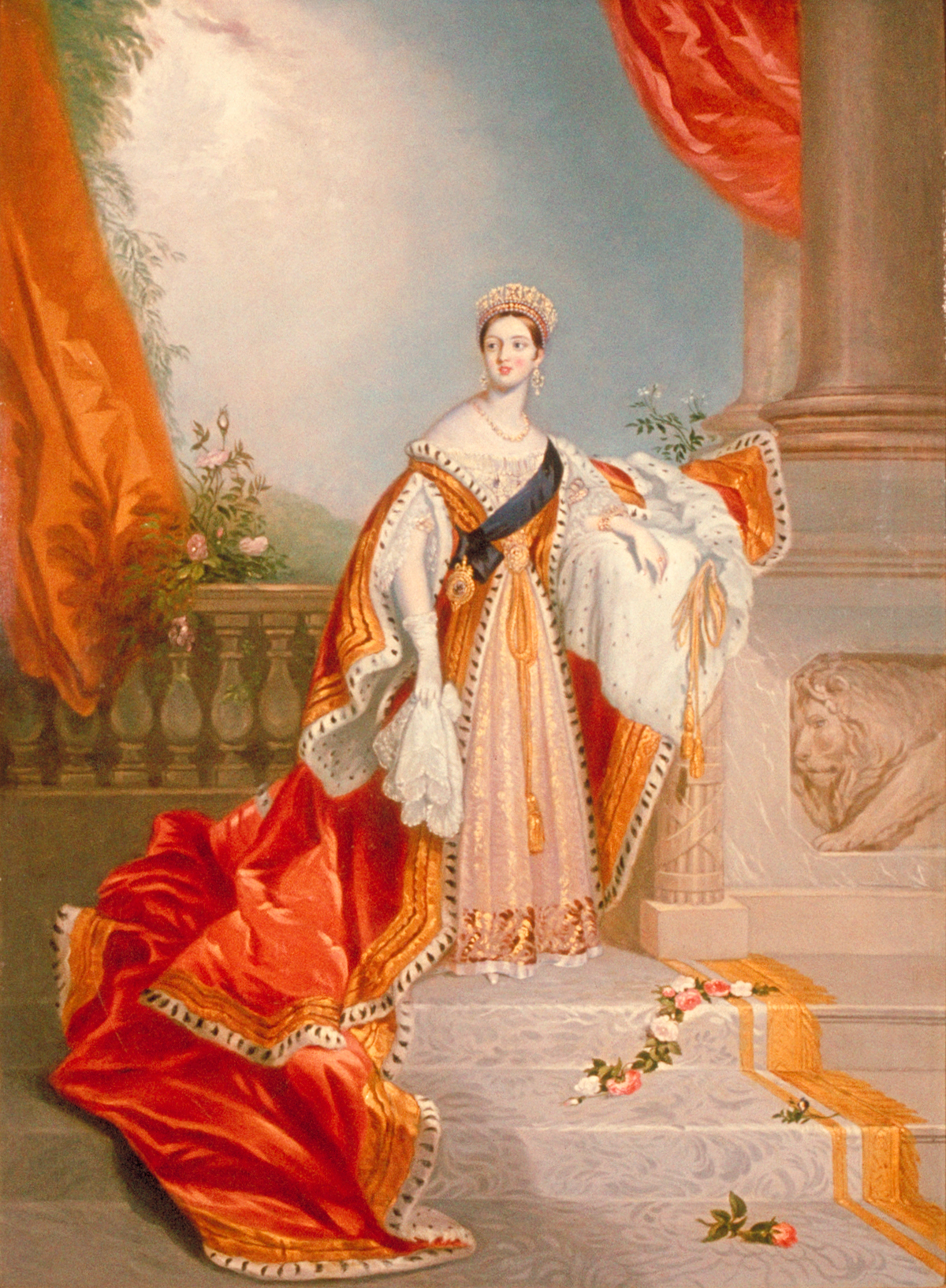
Chalons porträtt av drottning Viktoria 1837.

Alfred Edward Chalon, född 15 februari 1780 i Genève, död 3 oktober 1860 i Kensington, var en engelsk målare. 
I London gjorde han sina studier och förvärvade rykte som akvarellist, särdeles som den förnäma världens porträttmålare. Hans porträtt av Drottning Victoria från 1838 blev mycket känt och användes som frimärkesmotiv i Kanada, Nya Zeeland och andra brittiska besittningar. Chalon finns representerad vid bland annat Nationalmuseum i Stockholm.
Chalon behandlade även ämnen från Ludvig XIV:s tid och illustrerade Walter Scotts romaner med flera arbeten. 
Hans äldre broder, John James Chalon (född 1778, död 1854), var likaledes en på sin tid omtyckt målare.